# Partido hegemónico

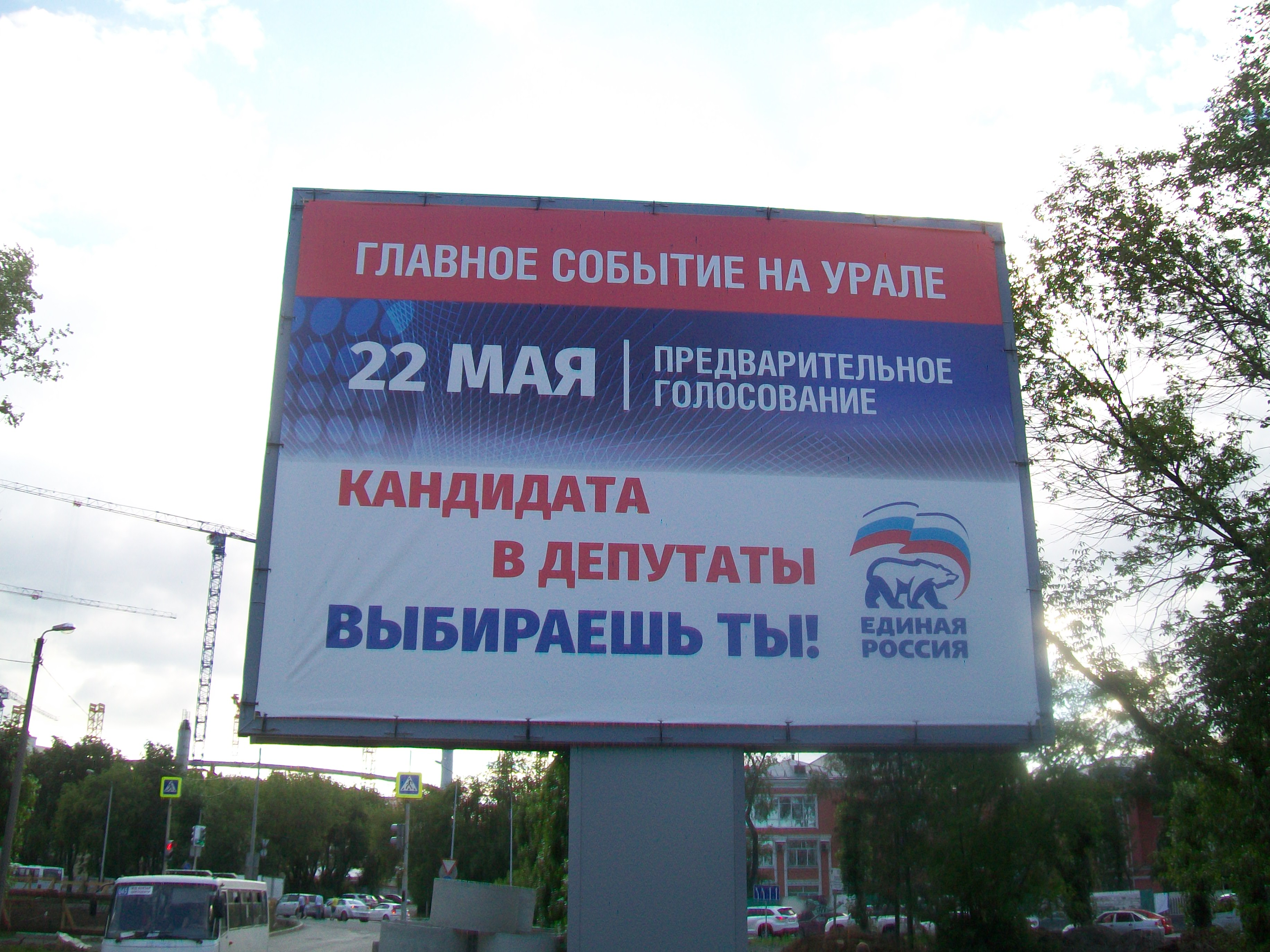
Propaganda de Rusia Unida, el partido hegemónico ruso.

En ciencia política, se conoce como partido hegemónico o como partido dominante a aquellos partidos políticos que existen en diversos países y que tienen una influencia determinante sobre la política de un Estado, ya sea porque suelen ganar la mayoría de las elecciones, porque han monopolizado el poder (por ejemplo, reeligiéndose consecutivamente por muchos períodos) y/o porque obtienen la mayoría de puestos de elección popular incluyendo los del Parlamento y los puestos municipales.
El politólogo italiano Giovanni Sartori ha señalado las diferencias que existen entre un «partido hegemónico» y un «partido predominante» (que a su juicio no se deben confundir). El partido hegemónico es el que monopoliza el poder impidiendo que el resto de partidos puedan acceder a él (con lo que de facto funciona como un partido único). Se configura así un sistema de partidos en el que el resto de fuerzas políticas funcionan como partidos «satélites» que cumplen la función de legitimar el sistema dando una imagen (falsa) de pluralismo político (pudiendo obtener representación parlamentaria, pero sin ningún tipo de influencia ni de control sobre la acción del gobierno). De hecho si el partido hegemónico no consigue cooptar a los partidos con mayor potencial electoral, los reprime, manipula el sistema electoral (gerrymandering) o recurre al fraude electoral.
El partido dominante (o predominante) es aquel que gana las elecciones con mayoría absoluta en varias legislaturas consecutivas (en al menos tres, según Sartori) obteniendo una gran diferencia de escaños sobre el segundo partido. Pero el sistema de partidos se diferencia claramente del del partido hegemónico en que sí que existe el pluralismo político (y no se manipula el sistema electoral ni se recurre al fraude), por lo que el partido predominante puede dejar de serlo en cualquier momento, aunque es poco probable debido el enorme apoyo electoral que tiene.

## Partidos hegemónicos
Las causas de esta hegemonía son muy diversas y existen, o han existido, en numerosos países. Un ejemplo es Rusia Unida, el principal partido que apoya a Vladímir Putin, que desde 2003 ha sido el partido que obtiene más votos y cuenta con una amplia mayoría en la Duma (actualmente tiene el 76 % de los escaños). Otros ejemplos serían el Partido de Acción Popular de Singapur; el Partido Democrático de Guinea Ecuatorial; Nuevo Azerbaiyán; o el Partido del Trabajo de Corea de Corea del Norte. Por otro lado, algunos analistas consideran que el FSLN de Nicaragua se ha convertido en un partido hegemónico desde su regreso al poder.

## Partidos dominantes
Los partidos dominantes son partidos políticos que tienen una influencia superior a la de otros partidos, pero a diferencia de los hegemónicos, los partidos dominantes pueden perder elecciones. Giovanni Sartori califica a un partido como dominante (o predominante) cuando gana las elecciones con mayoría absoluta en al menos tres legislaturas consecutivas obteniendo una gran diferencia de escaños sobre el segundo partido. Como en el sistema de partido predominante sí que existe el pluralismo político (y no se manipula el sistema electoral ni se recurre al fraude), el partido dominante, a diferencia del partido hegemónico, puede dejar de serlo en cualquier momento, aunque es poco probable debido el enorme apoyo electoral que tiene. Un ejemplo es Sudáfrica, que tras el fin del apartheid, el único partido que ha gobernado ha sido el Congreso Nacional Africano.
Ejemplos de sistemas de partido predominante en los que el partido dominante ha perdido esta condición, aunque solo temporalmente, son Japón y Paraguay. Japón ha estado gobernado desde 1955, excepto por un pequeño paréntesis, por el Partido Liberal Democrático; en 2009 el Partido Democrático ganó las elecciones generales, pero perdió los siguientes comicios y permitió el regreso de los liberales al poder en 2012. En Paraguay, se dio esta situación, con predominio del conservador Partido Colorado durante 60 años, hasta que en 2008 Fernando Lugo ganó las elecciones a través de la coalición de centroizquierda Alianza Patriótica para el Cambio. Sin embargo Lugo fue destituido tras un juicio político y su coalición se desintegró, lo que en buena medida permitió el regreso de los colorados al poder.
En México existió también un sistema de partido dominante durante 70 años, pues el Partido Revolucionario Institucional era el único partido que lograba la presidencia desde 1929. En las elecciones de 2000 fue derrotado por el Partido Acción Nacional, que en la década anterior había comenzado a ganar alcaldías y gubernaturas en elecciones locales. A raíz de las elecciones de 2012, el Partido Revolucionario Institucional logró recuperar la Presidencia de México en la persona de su candidato Enrique Peña Nieto, consiguiendo 14 562 906 votos, perdiendo nuevamente la presidencia por amplio margen en las elecciones de 2018 frente a Andrés Manuel López Obrador de Morena.
En Venezuela, tras la llegada de la democracia en 1958 la nación se convirtió en un país de partidos dominantes, con el dominio absoluto de los partidos Acción Democrática y Copei hasta 1999, estableciéndose un bipartidismo de facto. Si bien, la hegemonía cesaría con la elección de Hugo Chávez en 1998, tras el nacimiento del hoy gobernante Partido Socialista Unido de Venezuela en 2008 la hegemonía volvería con fuerza, con el exlegislador estadounidense Tom Lantos afirmando que el entonces presidente Chávez había «creado en Venezuela un estado unipartidista», aunque en el país no deja de existir la multiplicidad de partidos políticos y la oposición gobernaba en ese momento 5 de los 23 estados.
Casos como el justicialismo en Argentina y el liberacionismo en Costa Rica muestran esta tendencia. Tras la guerra de 1948 el Partido Liberación Nacional se volvió el partido dominante del país siendo el más grande y organizado, y el que ha ganado la mayoría de elecciones del país tras la restauración de la democracia en 1949, pero nunca ha ganado más de dos períodos consecutivos. Aun así en la mayoría de las elecciones en que ha ganado la oposición lo hizo mediante alianzas y coaliciones de calderonistas, liberales, socialcristianos y otras fuerzas. Así Mario Echandi, José Joaquín Trejos y Rodrigo Carazo ganan las elecciones al PLN como parte de una alianza de calderonistas y ulatistas el primero y por parte de coaliciones que agrupaban a la mayor parte de la oposición los otros dos. No fue hasta después de los años ochenta que surgieron partidos como el PUSC y el PAC, con estructura suficiente para vencer solos al PLN.
En Argentina tras el regreso a la democracia en 1983 la Unión Cívica Radical logra elegir a Raúl Alfonsín. No obstante las diversas ramas del peronismo ganarían la mayoría de elecciones posteriores salvo la de 1999 cuando Fernando de la Rúa (también de UCR) obtiene la presidencia como candidato de una amplia coalición que agrupaba a buena parte de la oposición, pero el derrumbe de esta coalición y de la UCR dejó el camino libre para que el PJ recuperara su condición de partido dominante de Argentina. Desde 2003 el Partido Justicialista (mediante el Frente para la Victoria) ha ganado tres elecciones consecutivas.
No es un partido sino una coalición, pero la Concertación de Partidos por la Democracia de Chile (centroizquierda) ha sido una fuerza política dominante al haber ganado cuatro elecciones consecutivas desde la restauración de la democracia, gobernando desde 1990 a 2010 en que pasa a la oposición, para retornar al poder de nuevo en 2014. En El Salvador el partido derechista Alianza Republicana Nacionalista gobernó por cuatro períodos consecutivos entre 1989 y 2009.
En España lo más parecido a un unipartidismo por predominio fue el gobierno del PSOE durante 14 años consecutivos, de 1982 a 1996. A nivel autonómico, el PSOE ha mantenido igualmente un gobierno ininterrumpido de Andalucía desde las primeras elecciones autonómicas en 1982 hasta 2019. O el Partido Popular en la Comunidad de Madrid donde ha gobernado desde 1995 hasta la fecha.
En algunos países existen partidos dominantes en regiones y entidades subnacionales. Por ejemplo, la Unión Social Cristiana cumple este rol en Baviera, Alemania, algo similar a lo que ocurre con el Partido Demócrata en Washington D. C., con el Partido Nacionalista Vasco en el País Vasco y con el Partido de la Revolución Democrática en Ciudad de México (hasta 2018). Además en los Estados Unidos existen estados donde uno de los dos partidos principales tiende a ser el dominante, de ahí que se acuñara el término de «estados azules» (demócratas) y «estados rojos» (republicanos).

## Lista de partidos hegemónicos o dominantes actuales
| País                         | Partido                                                                                      | Notas |
| ---------------------------- | -------------------------------------------------------------------------------------------- | --- |
| Angola                       | Movimiento Popular de Liberación de Angola                                                   | Desde 1975 ha gobernado el país, hasta 1990 en un régimen monopartidario de inspiración marxista-leninista, y desde entonces como partido mayoritario en un régimen multipartidista. |
| Azerbaiyán                   | Nuevo Azerbaiyán                                                                             | En el poder desde 1993. |
| Bolivia                      | Movimiento al Socialismo                                                                     | Gobernó desde 2006 bajo el mando de Evo Morales, con la única interrupción durante la crisis política de 2019, pero en las elecciones de 2020 triunfó con el candidato Luis Arce, actual presidente de Bolivia. |
| Burundi                      | Consejo Nacional para la Defensa de la Democracia - Fuerzas para la Defensa de la Democracia | En el poder desde 2005. Actualmente esta encabezado por el presidente Évariste Ndayishimiye, en el cargo desde el 18 de junio de 2020 |
| Barbados                     | Partido Laborista de Barbados                                                                | En el poder desde 2018. Obtuvo todos los escaños en las elecciones de 2018 y 2012. |
| Camboya                      | Partido Popular de Camboya                                                                   | En el poder desde 1979 el actual primer ministro Hun Sen ha estado en el cargo desde 1983 (en coalición con FUNCINPEC). |
| Canadá                       | Partido Liberal de Canadá                                                                    | Fue el partido dominante por la mayor parte de la historia canadiense. Usualmente identificado como un partido socioliberal progresista de centro-izquierda. Su actual líder es Justin Trudeau, cuyo padre también fue primer ministro representando al mismo partido.                                                                                               |
| Camerún                      | Movimiento Democrático del Pueblo Camerunés                                                  | Dirigido por el presidente Paul Biya, en el cargo desde el 6 de noviembre de 1982. |
| República Popular China      | Partido Comunista de China                                                                   | Coexiste con otros ocho partidos menores, que, sin embargo, deben aceptar el rol preponderante del PCCh. |
| Corea del Norte              | Partido del Trabajo de Corea                                                                 | Se permite la existencia simbólica de otros partidos agrupados en el oficialista Frente Democrático para la Reunificación de la Patria. |
| Dominica                     | Partido Laborista de Dominica                                                                | En el poder desde el año 2000. |
| El Salvador                  | Nuevas Ideas                                                                                 | Liderado por Nayib Bukele, gobierna El Salvador desde 2019. |
| Etiopía                      | Partido de la Prosperidad                                                                    | Liderado por el primer ministro Abiy Ahmed Ali, en el cargo desde el 2 de abril de 2018. |
| Guinea Ecuatorial            | Partido Democrático de Guinea Ecuatorial                                                     | Liderado por el presidente Teodoro Obiang Nguema Mbasogo, en el cargo desde el 3 de agosto de 1979: en el poder desde su formación en 1987 (Partido Único Legal, 1987-1991). |
| Georgia                      | Sueño Georgiano                                                                              | Ha estado en el poder con una mayoría absoluta en el Parlamento desde 2012. |
| Hungría                      | Fidesz-Unión Cívica Húngara                                                                  | Liderado por Viktor Orbán, gobernó inicialmente entre 1998 a 2002 pero regresó al poder tras la elección de Orbán en 2010. |
| Japón                        | Partido Liberal Democrático de Japón                                                         | Ha gobernado casi ininterrumpidamente por más de 60 años, salvo breves lapsos, el más reciente en 2009-2012 en que gobernó el opositor Partido Democrático de Japón. |
| Kazajistán                   | Amanat                                                                                       | Gobierna ininterrumpidamente Kazajistán desde 1999. |
| México                       | Movimiento de Regeneración Nacional                                                          | Fundado por el expresidente Andrés Manuel López Obrador y liderado actualmente por Claudia Sheinbaum, en el poder desde 2018. Actualmente tienen una supermayoría dentro del parlamento y el Senado, además de controlar gran parte de los municipios y gobernaciones.                                                                                               |
| Mozambique                   | Frente de Liberación de Mozambique                                                           | Partido emanado de la guerra de Independencia de Mozambique, gobernó en un régimen unipartidista desde 1975 hasta 1992. Desde 1994, ha permitido elecciones multipartidistas, y logró triunfar en todas las elecciones desde entonces. |
| Nicaragua                    | Frente Sandinista de Liberación Nacional                                                     | Gobierna imperantemente Nicaragua desde el retorno de Daniel Ortega en 2007. |
| Namibia                      | Organización del Pueblo de África del Sudoeste                                               | Liderado actualmente por Netumbo Nandi-Ndaitwah, está en el poder desde la independencia de Namibia en 1990. |
| Osetia del Sur               | Osetia Unida                                                                                 | En el poder desde 2014. |
| Paraguay                     | Partido Colorado                                                                             | Gobernó sesenta años (incluyendo un período de dictadura militar), siendo interrumpido por un gobierno de oposición iniciado en 2008 y regresando al poder en 2013. |
| Polonia                      | Ley y Justicia                                                                               | Domina el sureste de Polonia y controla la Presidencia y el Tribunal Constitucional desde 2015. |
| Palestina                    | Fatah                                                                                        | Dirigido por el presidente Mahmud Abás, en el cargo desde el 15 de enero de 2005 (como Presidente de la OLP desde el 26 de octubre de 2004). |
| Rusia                        | Rusia Unida                                                                                  | En el poder desde 1999 bajo los gobiernos de Dmitri Medvédev y Vladímir Putin. |
| República del Congo          | Partido Congoleño del Trabajo                                                                | Dirigido por el presidente Denis Sassou-Nguesso, en el cargo desde el 8 de febrero de 1979 hasta el 31 de agosto de 1992, y nuevamente el 15 de octubre de 1997. En el poder, bajo varios nombres, de 1969 a 1992 y desde 1997 (Partido Único Legal, 1963-1990). |
| Ruanda                       | Frente Patriótico Ruandés                                                                    | Dirigido por el presidente Paul Kagame, en el cargo desde el 24 de marzo de 2000. |
| Singapur                     | Partido de Acción Popular                                                                    | En el poder desde la independencia en 1959. |
| San Marino                   | Partido Demócrata Cristiano Sanmarinense                                                     | Siempre ha tenido una pluralidad de escaños en el Gran Consejo y el Consejo General desde 1951, sin embargo, no ha formado gobierno de manera consistente. De 2016 a 2020 estuvo en la oposición. El predecesor del PDCS, el Partido Popular Sammarinese, ya era el partido más grande en 1920.                                                                      |
| San Vicente y las Granadinas | Partido de la Unidad Laborista                                                               | En el poder desde 2001. |
| Sudán del Sur                | Movimiento de Liberación del Pueblo de Sudán en la Oposición                                 | Encabezado por el presidente Salva Kiir Mayardit, en el cargo desde el 9 de julio de 2011; y fue Presidente de Sudán del Sur desde el 30 de julio de 2005. |
| Sahara Occidental            | Frente Polisario                                                                             | Es el único partido político representado en el gobierno en el exilio de la República Árabe Saharaui Democrática. |
| Serbia                       | Partido Progresista Serbio                                                                   | En el poder desde 2012. |
| Transnistria                 | Renovación                                                                                   | En el poder desde 2005. |
| Tanzania                     | Partido de la Revolución                                                                     | Gobierna Tanzania ininterrumpidamente desde 1977. |
| Tayikistán                   | Partido Democrático Popular de Tayikistán                                                    | Encabezado por el presidente Emomali Rahmon, esta en el poder desde su creación en 1994. |
| Togo                         | Unión por la República                                                                       | Liderada por el presidente Faure Gnassingbé, en el cargo desde el 5 de febrero de 2005, En el poder desde su formación en 2012. |
| Turquía                      | Partido de la Justicia y el Desarrollo                                                       | Creado en 2001, bajo el mando de Recep Tayyip Erdoğan, gobierna Turquía desde el 2003. |
| Turkmenistán                 | Partido Democrático de Turkmenistán                                                          | En el poder desde la independencia de Turkmenistán en 1990. |
| Uganda                       | Movimiento de Resistencia Nacional                                                           | En el poder como partido dominante de facto desde el 29 de enero de 1986, como un "movimiento sin partido". |
| Uruguay                      | Frente Amplio                                                                                | Gobernó Uruguay durante 15 años entre el 2005 hasta su derrota en las elecciones generales de 2019, pero regreso en las elecciones generales de 2024. |
| Venezuela                    | Partido Socialista Unido de Venezuela                                                        | Fundado en 2008 tras la fusión de distintos partidos políticos. y sucesor del Movimiento V República, ha sido el partido dominante en la escena política de Venezuela, concentrando su influencia y poder a través de instituciones como el Tribunal Supremo de Justicia y el CNE así como su influencia en el parlamento con el Gran Polo Patriótico Simón Bolívar. |
| Yibuti                       | Agrupación Popular para el Progreso                                                          | En el poder desde 1977 (Como único partido legal 1979-1992). |
| Zimbabue                     | Unión Nacional Africana de Zimbabue - Frente Patriótico                                      | En el poder desde 1980 con la interrupción de el golpe de Estado de 2017 pero volvió rápidamente al poder con la elección de Emmerson Mnangagwa. |

## Predominios locales
| Localidad | Partido                                        | Notas |
| --- | ---------------------------------------------- | --- |
| Argentina: Formosa, La Pampa, San Luis, provincia de Buenos Aires, Santa Cruz, La Rioja | Partido Justicialista                          | Ganador de todas las elecciones desde 1973. En las Elecciones de 2023 el partido perdió San Luis por primera vez. En la provincia de Buenos Aires solo perdió en 1983 y 2015. |
| Argentina: Neuquén | Movimiento Popular Neuquino                    | Ganador de todas las elecciones desde 1962 hasta 2023. |
| Argentina: Ciudad Autónoma de Buenos Aires | Propuesta Republicana                          | Gobierna la ciudad de Buenos Aires desde 2007 hasta la actualidad. |
| Australia: Territorio de la Capital Australiana | Partido Laborista Australiano                  | Desde 2001, el Partido Laborista Australiano ha ocupado el gobierno de forma ininterrumpida en el Territorio de la Capital de Australia, a veces por derecho propio y a veces en coalición con los Verdes australianos. |
| Alemania: Baviera | Unión Social Cristiana de Baviera              | En el poder desde 1958. |
| Alemania: Sajonia | Unión Demócrata Cristiana                      | En el poder desde el establecimiento del Estado en 1990. La CDU gobernó con mayoría absoluta hasta 2004, e incluso con una supermayoría de dos tercios en el Landtag entre 1994 y 2004. Su popularidad alcanzó un máximo del 56,9% en las elecciones de 1999. En la década de 2010, el dominio de la CDU se erosionó significativamente. |
| Brasil: Estado de Bahía | Partido de los Trabajadores                    | Ha ganado todas las elecciones a gobernador desde 2006. |
| Costa Rica: Curridabat | Curridabat Siglo XXI                           | Ha obtenido la alcaldía por tres períodos consecutivos (desde que se realizan elecciones directas de alcalde) y ha obtenido amplia mayoría en el Concejo Municipal. |
| España: Andalucía, Asturias, Extremadura y Castilla-La Mancha. | Partido Socialista Obrero Español              | En Andalucía en el poder desde 1982 hasta 2019 con mayoría absoluta, relativa o en coalición. Perdió el Gobierno en 2019. En Asturias el PSOE domina ha gobernado desde 1982, excepto entre 1995 a 1999; y entre 2011 y 2012. Exceptuando el período entre 2011 y 2015 el PSOE ha dominado el panorama político en Extremadura, aunque tras las elecciones municipales y autonómicas de 2023 perdió el poder en favor de la derecha. En Castilla-La Mancha en el poder desde 1982; perdió el poder en 2011 y en 2015 lo recuperó.      |
| España: Castilla y León, Galicia, La Rioja, Madrid y Murcia | Partido Popular                                | En Castilla y León, el Partido Popular lleva gobernando de forma ininterrumpida desde 1987, con mayoría absoluta, relativa o en coalición. En Galicia, el PP lleva en el poder desde 1981, salvo entre 1987 y 1990 y entre 2005 y 2009 que gobernó el PSOE. En La Rioja, el PP gobierna desde 1995 con mayoría absoluta, salvo los periodos 2015-2019, que obtuvo mayoría relativa, y 2019-2023, en el que pasó a la oposición. En Madrid y Murcia el PP lleva gobernando desde 1995 con mayorías absolutas, relativas o en coalición. |
| España: Cataluña | Convergència i Unió                            | En el poder desde 1980 hasta su desaparición, salvo por el intervalo de 2003 a 2010, cuando gobernó un tripartito de izquierdas. La coalición se disolvió el 17 de junio del 2015, pero sus partidos sucesores (PDCat y Junts) siguieron en la presidencia de la Generalidad, exceptuando un periodo entre 2017 y 2018, hasta 2020. |
| España: País Vasco | Partido Nacionalista Vasco                     | En el poder desde 1980 hasta la actualidad salvo por el breve intervalo de 2009 a 2012. |
| Estados Unidos: Washington (estado), Oregón, California, Hawái, Minnesota, Illinois, Wisconsin, Míchigan, Pensilvania, Maryland, Delaware, District of Columbia, Maine, Vermont, Massachusetts, Connecticut, Rhode Island, Nueva York (estado), Nueva Jersey | Partido Demócrata                              | Estados dominados por los demócratas (estados pertenecientes a la Muralla Azul donde el Partido Demócrata domina desde 1992). |
| Estados Unidos: Alabama, Alaska, Carolina del Sur, Dakota del Norte, Dakota del Sur, Idaho, Kansas, Misisipi (estado), Nebraska, Texas, Utah, Wyoming | Partido Republicano                            | Estados dominados por los republicanos desde 1980. |
| Guatemala: Ciudad de Guatemala | Partido de Avanzada Nacional/Partido Unionista | En el poder desde 1985. |
| India: Guyarat | Partido Popular Indio                          | Ha gobernado consecutivamente la legislatura estatal de Guyarat desde 1998. |
| México: Ciudad de México | Morena                                         | Morena gobierna la Ciudad de México desde 2018 con la actual mandataria de México Claudia Sheinbaum al cargo. |
| México: Aguascalientes, Baja California, Guanajuato, Querétaro | Partido Acción Nacional                        | Aguascalientes desde 1998 con Felipe González (excepto el periodo 2010-2016), Baja California desde 1989 con Ernesto Ruffo (vencido por Morena en 2019), Guanajuato desde 1991 con Carlos Medina Plascencia y Querétaro desde 1997 con Ignacio Loyola (excepto el periodo 2009-2015). |
| México: Coahuila | Partido Revolucionario Institucional           | El PRI, partido hegemónico de todo el país desde 1929 hasta 2000, ha permanecido en el poder del estado desde ese año. |
| Nigeria: Lagos | Congreso de Todos los Progresistas             | Ha ganado todas las elecciones en ese estado tras el fin del régimen militar en 1999 |
| Portugal: Madeira | Partido Social Demócrata                       | ha dominado la vida política en la región autónoma de Madeira desde las primeras elecciones regionales, en 1976. Alberto João Jardim se desempeñó como Presidente del Gobierno Regional ininterrumpidamente desde 1978 hasta 2015. |
| Reino Unido: Londres | Partido Laborista                              | Ha ganado la mayoría de los escaños de la Cámara de los Comunes en Londres en todas las elecciones desde 1997. También ha sido el partido más grande en la Asamblea de Londres durante la mayor parte de su existencia, con la excepción de 2008-12. |
| Uruguay: Montevideo | Frente Amplio                                  | El FA está en el poder desde 1990. |
| Uruguay: Rivera | Partido Colorado                               | El PC está en el poder desde 1985 hasta la actualidad, salvo por un intervalo entre 1990 y 1995 en el cual gobernó el Partido Nacional. |
| México: Ciudad de México | Partido de la Revolución Democrática           | El PRD fue el partido dominante en el Distrito Federal(ahora Ciudad de México)por muchos años, desde la creación del cargo en 1997; derrotado por Morena en 2018. |
| Ecuador: Guayaquil | Partido Social Cristiano                       | El PSC estuvo en el poder desde 1992 hasta 2023. |

## Partidos anteriormente hegemónicos o dominantes
| País                 | Partido                                                    | Notas |
| -------------------- | ---------------------------------------------------------- | --- |
| Argentina            | Partido Autonomista Nacional                               | En el poder desde 1874 hasta 1916. |
| Argentina            | Frente para la Victoria                                    | Gobernó de manera hegemónica Argentina desde 2003 hasta su derrota electoral en 2015. |
| Alemania             | Unión Demócrata Cristiana                                  | Gobernó Alemania Occidental y más tarde una Alemania unificada desde su establecimiento en 1949 hasta 1969, y nuevamente desde 1982 hasta 1998 y desde 2005 hasta 2021, actualmente volvió a gobernar Alemania desde 2025, pero ya no como partido hegemónico, sino compitiendo contra sus 2 partidos políticos SPD y AFD |
| Afganistán           | Partido Democrático Popular de Afganistán                  | Fue el único partido político legal desde 1978 hasta 1987, cuando se permitieron otros partidos, mientras que el PDPA siguió siendo el partido político dominante hasta 1992. |
| Austria              | Partido Popular Austríaco                                  | Gobernó como líder dominante de la coalición gobernante de 1945 a 1970. |
| Argelia              | Frente de Liberación Nacional                              | Gobernó Argelia entre 1962 a 2019,El actual presidente, Abdelmadjid Tebboune, está afiliado al FLN, pero su poder se debilito significativamente después de las elecciones parlamentarias de 2021. |
| Armenia              | Partido Republicano de Armenia                             | En el poder desde el 2007 hasta 2018. |
| Bolivia              | Movimiento Nacionalista Revolucionario                     | En el poder desde 1952 hasta el golpe de Estado en Bolivia de 1964. |
| Botsuana             | Partido Democrático de Botsuana                            | Gobernó el país durante 58 años con gobiernos mayoritarios consecutivos desde la independencia en 1966 hasta 2024. |
| Bangladés            | Liga Awami de Bangladés                                    | Fue el partido político predominante en el país entre 1972 y 1975. La Liga Awami de Bangladés volvió a convertirse en el partido político dominante en 2008 y terminó en 2024 tras la dimisión de Sheikh Hasina en medio de las protestas de Bangladés de 2024. |
| Bulgaria             | Ciudadanos por el Desarrollo Europeo de Bulgaria           | Fue el partido gobernante de 2009 a 2021 (con la excepción de 2013 a 2014). Es el partido más grande de Bulgaria. |
| Brasil               | Alianza Renovadora Nacional                                | En el poder desde 1965 hasta su disolución en 1979. |
| Burkina Faso         | Congreso por la Democracia y el Progreso                   | Estuvo en el poder entre 1996 hasta la Revolución de Burkina Faso de 2014 con la renuncia del presidente Blaise Compaoré. |
| Chile                | Concertación de Partidos por la Democracia                 | Gobernó Chile durante cuatro administraciones, desde el 11 de marzo de 1990 hasta el 11 de marzo de 2010. |
| Chad                 | Movimiento de Salvación Patriótica                         | Mantuvo hegemonía dentro de la política interna de Chad entre 1990 hasta la muerte de Idriss Déby en 2021. |
| Croacia              | Unión Democrática Croata                                   | Estuvo en el poder desde las primeras elecciones multipartidistas en 1990, cuando Croacia todavía era una república constituyente de la República Federativa Socialista de Yugoslavia, hasta que perdió las elecciones parlamentarias y presidenciales en 2000. Durante la mayor parte de la década de 1990, el partido tuvo mayoría absoluta tanto en la Cámara de Representantes como en la Cámara de Condados, mientras que su presidente, Franjo Tuđman, fue presidente de Croacia bajo un sistema de gobierno presidencial de facto hasta su muerte en 1999. |
| Colombia             | Partido Liberal Colombiano                                 | Gobernó Colombia en 1861 a 1886, y más tarde de 1886 a 1900 como el breve partido sucesor del Partido Nacional. |
| Costa Rica           | Partido Republicano Nacional                               | Gobernó por cinco períodos consecutivos, su deseo de reelegirse por quinta vez en 1948 causó la guerra civil de Costa Rica. |
| Ecuador              | Alianza PAIS                                               | Estuvo en el poder entre 2007 a 2021 durante los gobiernos de Rafael Correa y Lenín Moreno. |
| Egipto               | Partido Nacional Democrático                               | Gobernó ininterrumpidamente Egipto desde 1952 (como Unión Árabe Socialista) hasta la Revolución egipcia de 2011 con la caída del gobierno de Hosni Mubarak. |
| El Salvador          | Alianza Republicana Nacionalista                           | Estuvo en la presidencia de El Salvador desde 1989 hasta su derrota electoral en las elecciones generales de 2009. |
| Gabón                | Partido Democrático Gabonés                                | Estuvo en el poder como partido único del país, situación que perduró hasta 1990. Desde entonces, mantuvo el poder en un gobierno multipartidista hasta el Golpe de Estado en Gabón de 2023. |
| Gambia               | Alianza para la Reorientación y la Construcción Patriótica | Gobernado por Yahya Jammeh gobernando primero bajo una Junta después de un golpe de Estado de 1994 a 1996 hasta 2017. |
| Georgia              | Unión de Ciudadanos de Georgia                             | Fue la fuerza política dominante desde su creación en 1995 hasta su disolución y derrocamiento en 2003 en la Revolución de las Rosas, durante la cual el líder y presidente del partido, Eduard Shevardnadze, fue derrocado. |
| Guyana               | Partido Progresista del Pueblo                             | Gobernó entre 1992 hasta el 2015. |
| Honduras             | Partido Nacional de Honduras                               | Gobernó de 1933 a 1956 y de 2010 a 2022. |
| Italia               | Democracia Cristiana                                       | Gobernó por 50 años (entre 1944 y 1994), siendo en aquel entonces el Partido Comunista Italiano la primera fuerza de oposición. Cabe destacar que el PCI era dominante en algunas regiones llamadas "regiones rojas". |
| Irlanda              | Fianna Fáil                                                | Fue el partido más grande en el Dáil Éireann entre 1932 y 2011 y estuvo en el poder durante 61 de esos 79 años. Sin embargo, el partido fue derrotado en las elecciones generales irlandesas de 2011, quedando en tercer lugar. |
| India                | Congreso Nacional Indio                                    | Habían gobernado continuamente el parlamento de la India y varias legislaturas estatales desde la independencia en 1947 a 1977 y 1980 a 1989. |
| Liberia              | Partido Whig Auténtico                                     | En el poder absoluto desde 1878 hasta 1980, había gobernado antes de 1870 a 1872. |
| Malta                | Partido Nacionalista                                       | Dominó la escena política maltesa desde 1988 hasta 2013, cuando el Partido Laborista ganó el gobierno en las elecciones generales de 2013. |
| México               | Partido Revolucionario Institucional                       | Partido emanado de la Revolución mexicana, gobernó ininterrumpidamente por setenta años salvo por el período 2000-2012 en que gobernó el Partido Acción Nacional, regresando al poder en el 2012. Derrotado por Morena en las elecciones presidenciales del 2018. |
| Nicaragua            | Partido Liberal Nacionalista                               | Partido de la familia Somoza mantuvo el control efectivo desde la década de 1930 hasta 1979. Nunca fue el único partido legal, pero las elecciones a menudo estaban plagadas de acusaciones de fraude y resultados improbables. El Partido Conservador gobernó de 1857 a 1893. |
| Reino Unido          | Partido Conservador                                        | Partido gobernante en el Parlamento del Reino Unido durante la mayor parte del siglo XX, estuvo en el gobierno desde 2010, pero perdió en 2024 ante el Partido Laborista. |
| República Dominicana | Partido de la Liberación Dominicana                        | En el poder entre 2004 a 2020. |
| Sudán                | Partido del Congreso Nacional                              | Gobernó Sudán entre 1998 (1998 a 2005 como único partido legal) hasta el Golpe de Estado en Sudán de 2019 que supuso la caída del régimen de Omar al-Bashir. |
| Sudáfrica            | Congreso Nacional Africano                                 | Gobernó Sudáfrica con gobiernos mayoritarios consecutivos desde 1994 hasta 2024. |
| Suecia               | Partido Socialdemócrata Sueco                              | Gobernó desde 1932 hasta 2006. |
| Siria                | Partido Baaz Árabe Socialista                              | Gobernó Siria ininterrumpidamente desde el Golpe de Estado del 8 de marzo de 1963 hasta el 8 de diciembre de 2024 con la caída de la dinastía Ásad. |
| Tailandia            | Thai Rak Thai                                              | Fue el primer partido político en superar la mayoría en la Cámara de Representantes. Durante las elecciones generales, hasta que un golpe de Estado derrocó al primer ministro Thaksin Shinawatra y la disolución de la Cámara en 2006. |
| Taiwán               | Kuomintang                                                 | Estableció un estado de facto de partido único en la República de China en el continente y posteriormente en Taiwán hasta 1980,continuó dominando el sistema político hasta la victoria del opositor Partido Democrático Progresista en las elecciones presidenciales de 2000. mantuvo el control del Yuan Legislativo hasta 2016. |
| Trinidad y Tobago    | Movimiento Nacional del Pueblo                             | Mantuvo gobiernos mayoritarios entre 1956 a 1986 |
| Túnez                | Agrupación Constitucional Democrática                      | Creado por Zine El Abidine Ben Ali, estuvo en el poder entre 1988 hasta la Revolución tunecina de 2011. |
| Uruguay              | Partido Colorado                                           | Gobernó Uruguay entre 1865 hasta 1959 |
| Venezuela            | Movimiento V República                                     | Creado por Hugo Chávez en 1997, gobernó Venezuela desde 1999 hasta su fusión con el Partido Socialista Unido de Venezuela en 2007. |
| Yemen                | Congreso General del Pueblo                                | En el poder efectivamente desde 1982 (1982-1990 único partido legal) hasta 2015, cedió el control efectivo después de la toma de control de Saná por parte de los Hutíes. |